# Alan Sokal
Alan David Sokal (født 1955) er professor i fysik og ansat ved matematisk institut ved New York University.

## Liv
Sokal er bedst kendt for at have publiceret en forvrøvlet eller konstrueret artikel i det postmodernistiske tidsskriftet Social text

i 1996. Sokal ville undersøge, om tidsskriftet kunne lokkes til at trykke en hvilken som helst artikel, så længe den virkede videnskabelig og indeholdt de rigtige udtryk.
Han indsendte en tekst med titlen "Transgressing the Boundaries: Towards a Transformative Hermeneutics of Quantum Gravity", hvor han tilsyneladende anvendte teorier fra avanceret fysik på samfundsvidenskabelige og politiske forhold, men hvor det, han skrev, i virkeligheden var ren konstruktion eller opspind: at kvantefysikken skulle støtte postmodernismens kritik af objektivitet inden for videnskaben. Artiklen blev trykt, og Sokal afslørede senere bluffnummeret i magasinet Lingua Franca.
Artiklen var spækket med modeord fra blandt andet postmodernisme, dekonstruktivisme og socialkonstruktivisme, og for Sokal var spørgsmålet, om disse kulturstudiers ('cultural studies') stærke betoning af race, klasse og køn kunne invadere naturvidenskaben, eller om man stadig kan tale om, at der er noget objektivt at studere.

Om naturvidenskabens udøvere hedder det således:

"... There are many natural scientists ... Rather, they cling to the dogma imposed by the long post-Enlightenment hegemony over the Western intellectual outlook, which can be summarized briefly as follows: that there exists an external world, whose properties are independent of any individual human being and indeed of humanity as a whole; that these properties are encoded in "eternal" physical laws; and that human beings can obtain reliable, albeit imperfect and tentative, knowledge of these laws by hewing to the "objective" procedures and epistemological strictures prescribed by the (so-called) scientific method. ..."

"... de holder sig til det dogme som de har siden oplysningtidens hegemoni over Vestens intellektuelle udsyn og som kort kan resumeres således: at der eksisterer en ydre verden, hvis egenskaber er uafhængige af menneskene; at disse egenskaber er styret af "evige" fysiske love; og at menneskene kan erhverve sig troværdig, skønt ikke helt perfekt, men dog foreløbig kundskab om disse love ved at følge "objektive" fremgangsmåder foreskrevet af den (såkaldte) videnskabelige metode. ..."

Synspunktet er altså at verden eksisterer derude, den er ikke blot en konstruktion.
I 1997 udsendte han med Jean Bricmont bogen Impostures Intellectuelles (i England med titlen Fashionable Nonsense), hvor der fremføres "fysik-matematiske mystifikationer", som de kan forekomme i værker af Jacques Lacan, Julia Kristeva, Luce Irigaray, Bruno Latour, Jean Baudrillard, Gilles Deleuze, Félix Guattari og Paul Virilio